# St. Sebastian (Poppelsdorf)

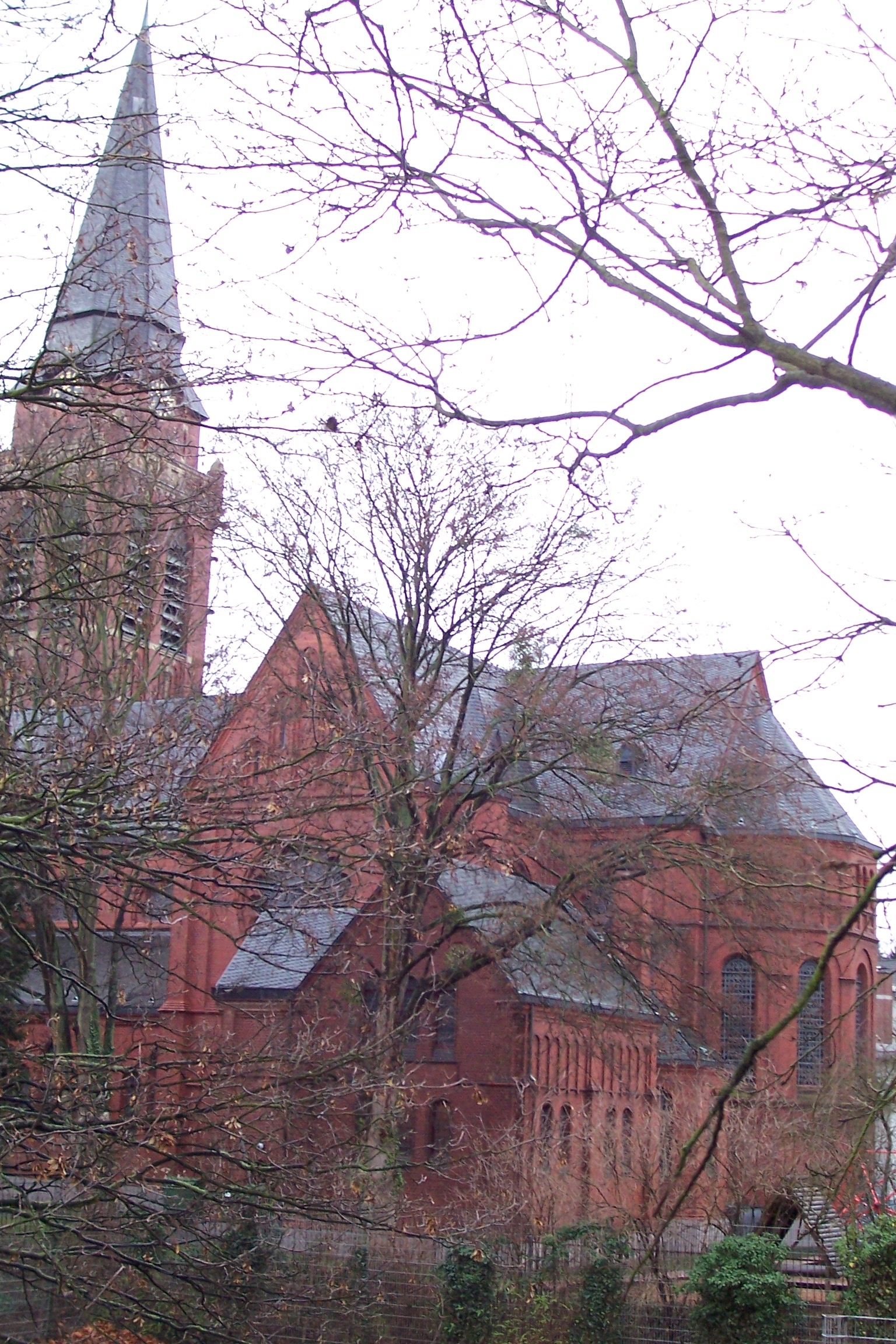
Die katholische Pfarrkirche St. Sebastian

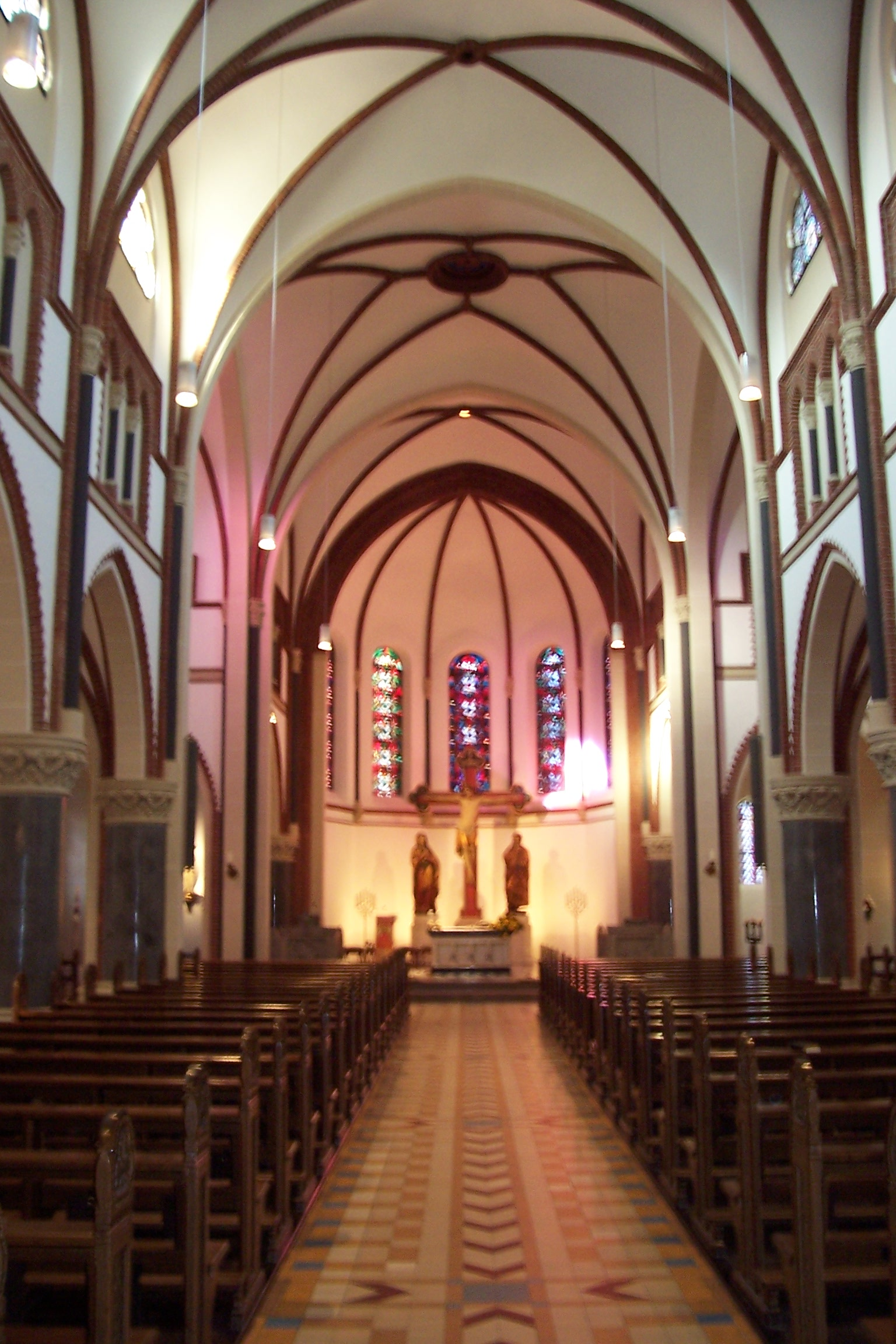
Blick auf den Altar

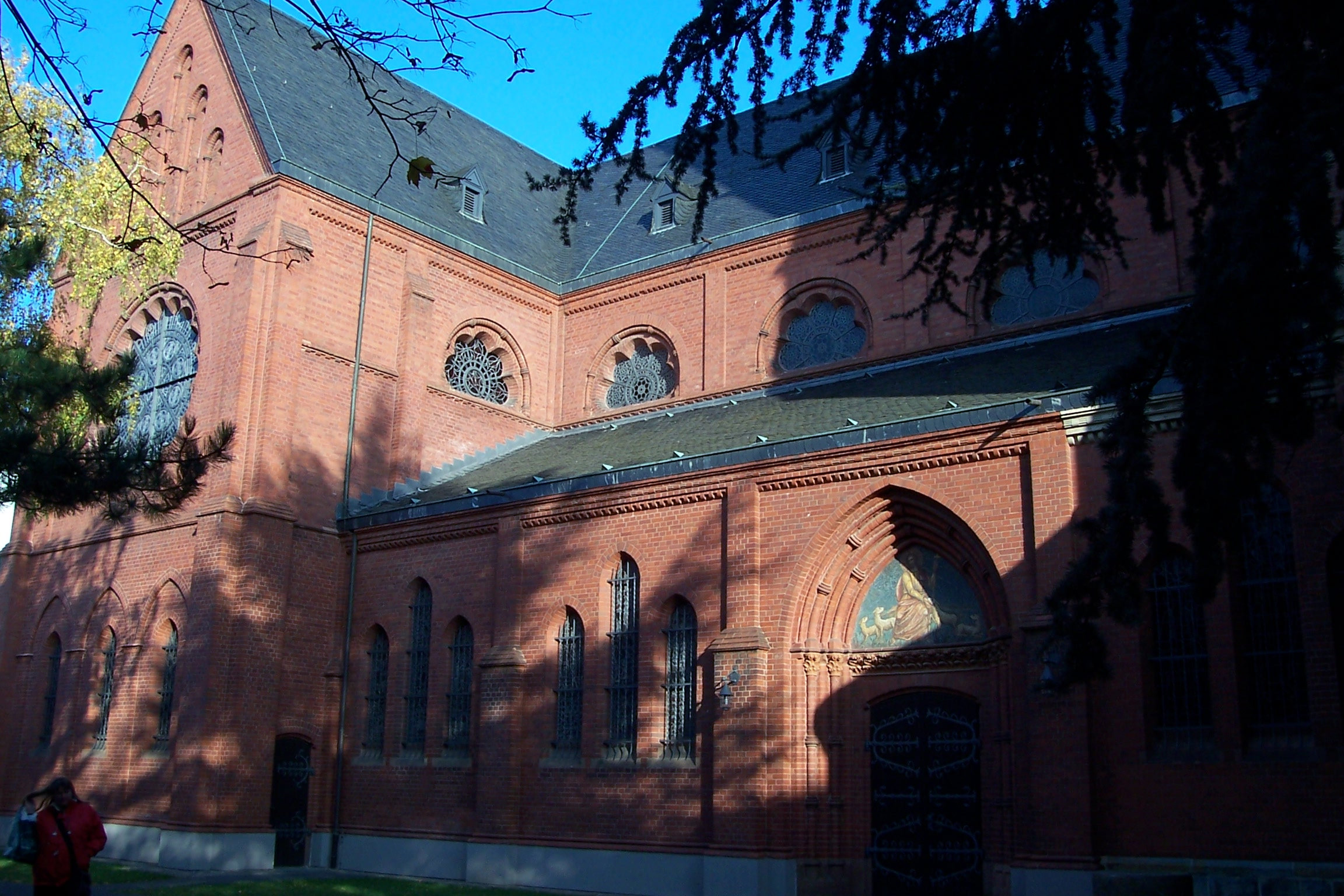
St. Sebastian, Außenansicht

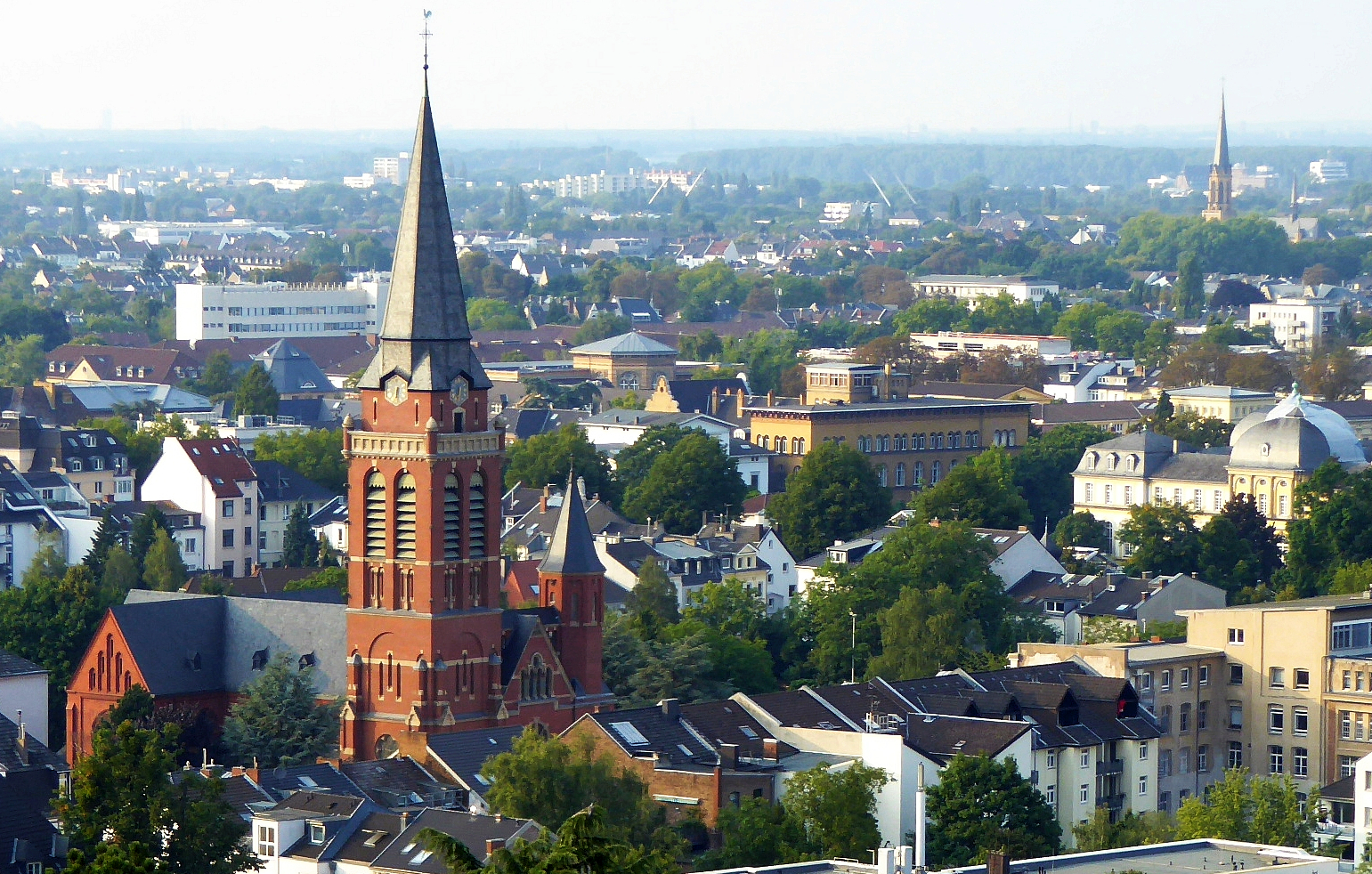
Sankt Sebastian – Blick von Südosten

Die Pfarrkirche St. Sebastian ist ein denkmalgeschütztes Kirchengebäude in Poppelsdorf, einem Ortsteil der Stadt Bonn. Die Kirchengemeinde gehört zur katholischen Pfarreiengemeinschaft Bonn-Melbtal im Erzbistum Köln.

## Geschichte und Architektur
Poppelsdorf wuchs Ende des 19. Jahrhunderts durch den Zustrom von Mitarbeitern der Universität und Unternehmen. Die Kapelle am Poppelsdorfer Platz war nicht mehr ausreichend. So wurde vom Erzbistum Köln der Bau einer neuen Kirche beschlossen und 1888 begonnen. Architekt war Gerhard Franz Langenberg. Es entstand ein dreischiffiges Gebäude. Neoromanische und neogotische Bauelemente wurden gemischt, wie es für den Historismus typisch ist. Aus finanziellen Gründen entschied man sich für zwei Bauabschnitte. 1890 waren Chor und Mittelschiff fertiggestellt, bis 1908 das Joch und die Fassade mit Glockenturm.
Im Jahr 1909 lieferte die renommierte Glockengießerei Otto aus Hemelingen/Bremen vier Bronzeglocken (h0 – d′ – e′ – fis′) mit einem Gesamtgewicht von ca. 7,7 Tonnen. Von diesen Glocken hängen heute noch die drei kleineren Glocken im Turm. Ihre Durchmesser lauten: 1430 mm, 1260 mm, 1150 mm. Sie wiegen: 1898 kg, 1459 kg, 1027 kg.

## Historische Ansichten

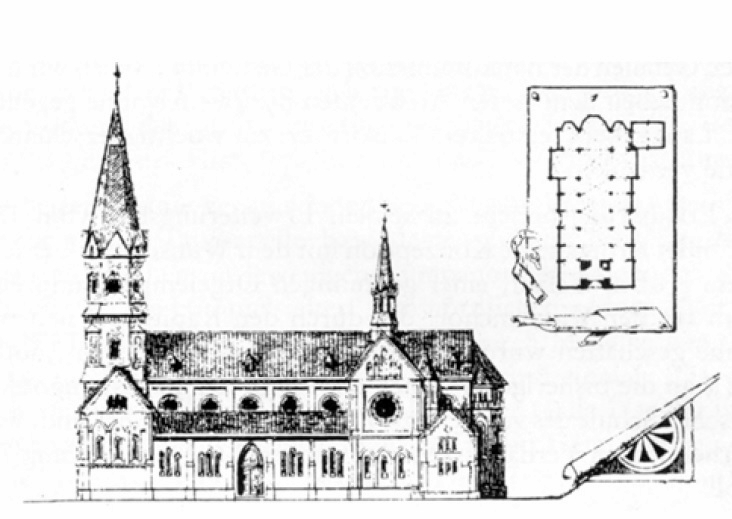
Entwurfszeichnung von 1888
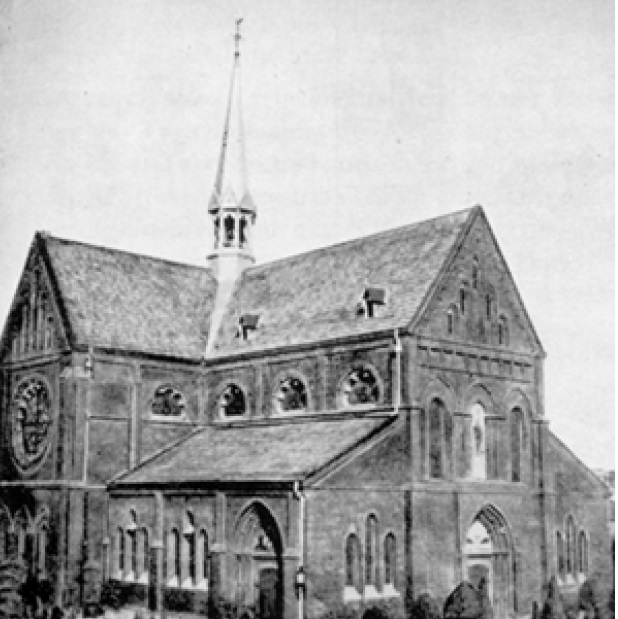
Zustand nach der Fertigstellung des ersten Bauabschnittes im Jahr 1889
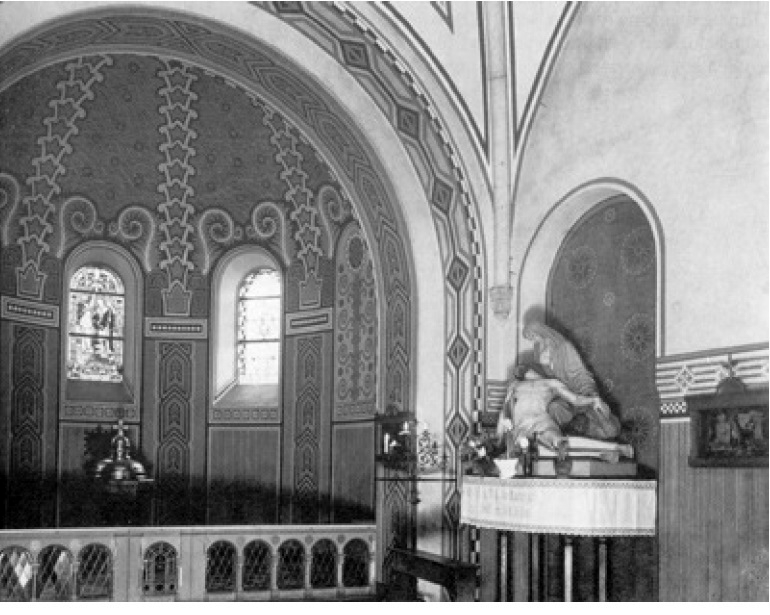
Foto von 1910, die Kapelle in der Vorhalle